# Quartel de São João
"Lugarejo" de Quartel de São João is een plaats in de gemeente Quartel Geral in de Braziliaanse deelstaat Minas Gerais. De gemeente telt inwoners (schatting 2009).